# جيريمي آبادي
جيريمي آبادي (بالفرنسية: Jérémy Abadie)‏ هو لاعب كرة قدم فرنسي في مركز الوسط، ولد في 17 أكتوبر 1988 في لو بلانك ميسنيل في فرنسا. لعب مع نادي النجم الأحمر ونادي ستراسبورغ ونادي ليزيربيي ونادي ميلوز.

## وصلات خارجية
- جيريمي آبادي على موقع قاعدة بيانات كرة القدم.إي يو (الإنجليزية)
- جيريمي آبادي على موقع Soccerway.com (الإنجليزية)